# Estàndard de Codificació i Transmissió de Metadades
L'Estàndard de Codificació i Transmissió de Metadades és un conjunt de normes desenvolupades per garantir la interoperabilitat i l'eficiència en la gestió de metadades en entorns digitals. Aquest estàndard facilita la codificació, transmissió i comprensió de dades descriptives, tècniques i administratives en diversos sistemes, contribuint a una millor organització, cerca i recuperació de la informació en múltiples sectors, incloent-hi l’arxivística, les biblioteques i la indústria audiovisual.

## Funcionalitat
L'objectiu del METS és crear un document XML estàndard per a la gestió d'objectes digitals. Aquest document ha de descriure:
- L'estructura jeràrquica d'objectes dins d'una biblioteca digital.
- Els noms i la localització dels documents que componen aquests objectes.
- Les metadades associades, metadades referents al catàleg de la biblioteca i referents a l'intercanvi d'aquests objectes entre catàlegs (o entre catàlegs i usuaris).

Depenent del seu ús, un document METS es pot equiparar a un paquet d'entrega d'informació (SIP), un paquet d'emmagatzematge d'informació (AIP) o un paquet de difusió d'informació (DIP) pertanyents al model de referència plantejat per OAIS (Open Archival Information System - Sistema obert de classificació d'informació).

### Biblioteques digitals o físiques

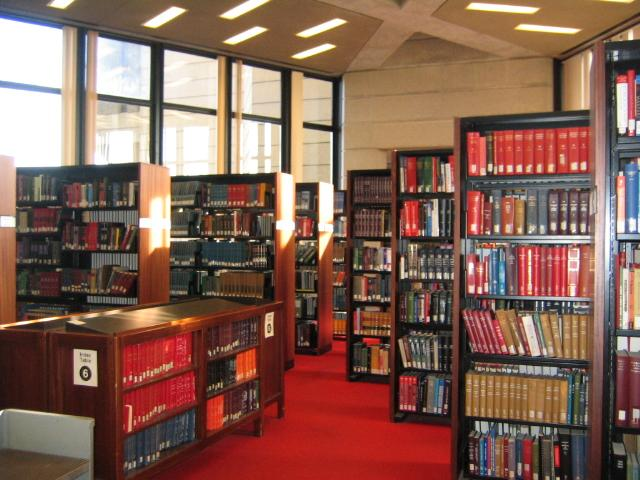
Biblioteca tradicional

En una biblioteca d'objectes digitals es mantenen les metadades referents a aquests objectes. És molt més complex gestionar objectes digitals que col·leccions físiques impreses, principalment perquè una biblioteca digital és molt més extensa. Les metadades necessàries per al manteniment i la utilització correcta dels objectes digitals seran doncs diferents i més extenses.
- En una biblioteca física, trobem metadades del tipus descriptiu que refereixen a un llibre i a la col·lecció a la qual pertany però no es necessiten metadades estructurals, ja que les pàgines d'un llibre físic no es desenganxaran del conjunt al qual pertanyen, els usuaris dels llibres tampoc es queixaran si el llibre ha estat imprès en una impremta o en una altra, la informació serà igualment intel·ligible.

- En el cas d'una biblioteca digital la cosa canvia. Sense metadades estructurals referents a l'estructura de l'objecte, la informació d'una sola pàgina o arxius de text perden tot el sentit. De la mateixa manera, sense metadades de tipus tècnic referents al procés de digitalització emprat, l'usuari podria arribar a dubtar de fins a quin nivell la versió digital del document reflecteix l'original. També de cara a gestió interna, una biblioteca ha de tenir accés a unes metadades del tipus tècnic apropiades, per tal d'actualitzar material i assegurar-ne la durabilitat dels recursos més valuosos.

## Característiques d'un document METS
A qualsevol document METS se li pot atribuir els següents trets:
- Es tracta d'un estàndard obert (no propietarietat)
- Desenvolupat per la comunitat de biblioteques
- Relativament senzill
- Extensible
- Modular

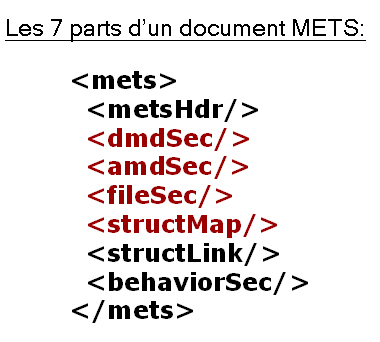
Parts d'un document METS
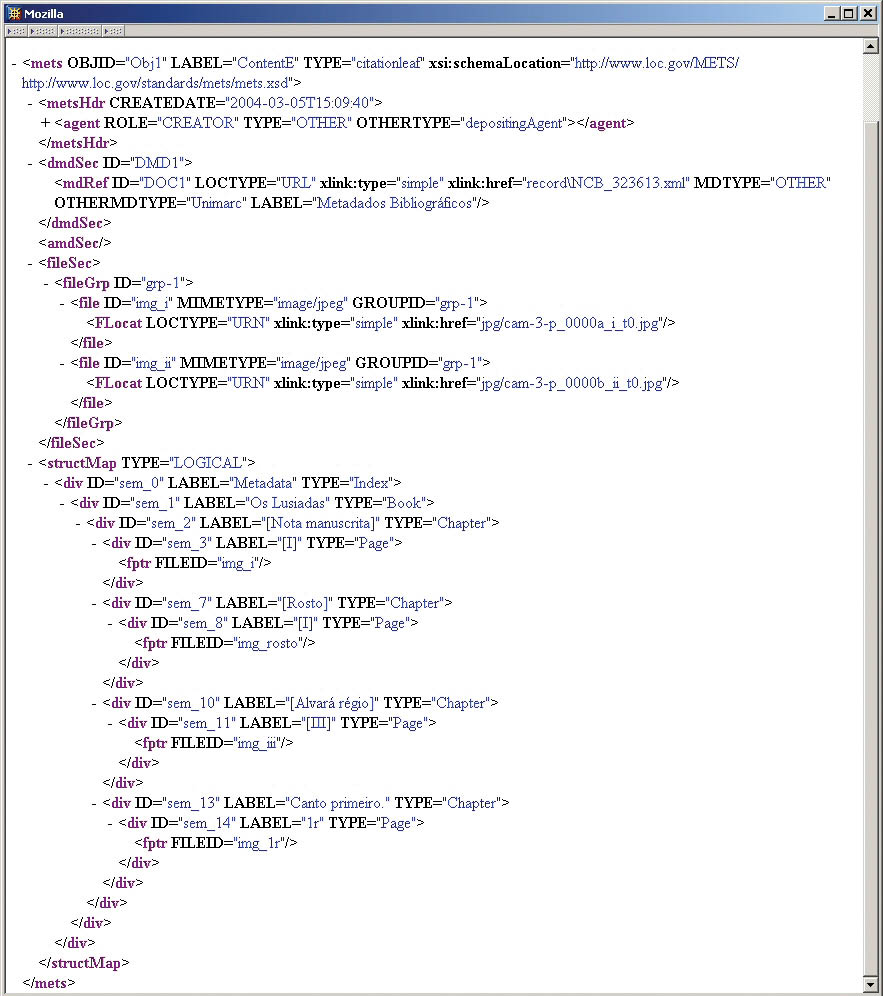
Exemple de document METS (llenguatge XML)

## Parts d'un document METS
- Capçalera: Conté metadades que descriuen el mateix document METS, inclou informació sobre el creador, editor, etc.
- Metadades Descriptives: En aquest apartat s'indica (s'apunta) on es troben les metadades descriptives externes al document METS. Pot ser que el mateix document contingui metadades descriptives, en aquest cas també s'inclouran en aquest apartat.
- Metadades Administratives: Aquesta part ens proporciona informació referent a com els documents han estat creats i emmagatzemats, drets de propietat intel·lectual, metadades amb informació sobre la font original de l'objecte, d'on deriva l'objecte digital i informació sobre la procedència dels arxius compresos a la biblioteca digital (p.ex, arxiu mestre/derivatiu). Com en el cas de les metadades descriptives, les metadades administratives poden ser externes o codificades internament en el document.
- Secció d'arxius: En aquest apartat es llisten tots els arxius que tenen contingut referent a versions electròniques de l'objecte digital. Els elements <file> són agrupats en elements <fileGrp>.
- Mapa Estructural: Aquest apartat és el nucli del document METS. Descriu una estructura jeràrquica per l'objecte de la biblioteca digital i enllaça els elements d'aquesta estructura amb els arxius que contenen les metadades pertanyents a cada element.
- Enllaços estructurals: Aquest apartat permet als creadors del document METS arxivar hiperenllaços dirigits als nusos del mapa estructural.
- Comportament: L'apartat de comportament s'utilitza per associar comportaments executables amb el contingut de l'objecte METS. Cada comportament té un element que identifica un mòdul de codi executable que implementa i executa els comportaments definits d'una manera abstracte per la interfície de definició.

## Perfils METS
Un perfil METS pretén descriure una classe de document METS amb el detall suficient per proporcionar tant a l'autor del document com al programador les pautes necessàries per crear i processar documents METS amb unes característiques particulars.
Un perfil METS és un document XML. El perfil descriu els requeriments que un document METS ha de satisfer. Un perfil METS suficientment especificat pot ser considerat un estàndard de dades.

### Perfils METS en ús
- Partitura Musical
- Material d'impressió (llibres, tríptics, etc.)
- Manuscrit musical
- Acte enregistrat (àudio o vídeo)
- Document PDF
- Fotografia
- Compact Disc
- Col·lecció